# No Parlez
No Parlez ist das Debütalbum des englischen Sängers Paul Young. Es wurde am 18. Juli 1983 bei CBS veröffentlicht, in den USA erschien es bei Columbia Records. Es erreichte Platz eins in mehreren europäischen Ländern, Dreifachplatin im Vereinigten Königreich und Platinstatus in Deutschland. Das Album besteht zu einem großen Anteil aus Coverversionen; Paul Young war beim Songwriting nur an zwei Songs beteiligt. Es ist nach dem ebenfalls auf ihm befindlichen Song von Anthony Moore benannt.

## Entstehung
Das Album wurde im Studio The Workhouse in London von 1982 bis 1983 eingespielt und von Laurie Latham produziert.

## Veröffentlichung und Rezeption
Das Album erreichte Platz eins der UK-Charts für nicht aufeinander folgende fünf Wochen und blieb 119 Wochen lang in den Top 100 des Vereinigten Königreichs. Das Album wurde von der BPI mit Dreifachplatin für mehr als 900.000 Exemplare in Großbritannien ausgezeichnet.
Die ersten beiden Singles Iron Out the Rough Spots – bereits am 12. November 1982 vorab veröffentlicht – und ein Remake von Love of the Common People waren anfangs wenig erfolgreich. Dann konnte Young mit einem Cover des Marvin-Gaye-Klassikers Wherever I Lay My Hat (That’s My Home) im Sommer 1983 drei Wochen lang die britischen Single-Charts toppen. Es war die erste von Youngs 14 britischen Top-40-Singles. Dem schloss sich auch der Erfolg im übrigen Europa an. In der Folge erreichte die nächste Single Come Back and Stay Platz vier in Großbritannien sowie die Spitzenposition in mehreren europäischen Ländern, darunter Deutschland und die Schweiz. Die Wiederveröffentlichung von Love of the Common People schaffte es dann Ende 1983 auf Platz zwei im Vereinigten Königreich.
Das Album wurde mit einem geänderten Cover in Nordamerika veröffentlicht. Auch wurde ein neues Video für die Single Come Back and Stay für den dortigen Markt produziert.
2008 erschien eine Wiederveröffentlichung des Albums mit einer Bonus-CD.
2024 erscheint eine Wiederveröffentlichung des Albums als limited edition auf Blu-ray audio in verschiedenen Surround-Sound Formaten (inkl. einem Dolby ATMOS-Remix) mit zusätzlich 3 Bonustracks.

## Titelliste

### Originale UK-Vinylausgabe
Seite eins
1. Come Back and Stay (Jack Lee) – 4:57
2. Love Will Tear Us Apart (Ian Curtis, Peter Hook, Stephen Morris, Bernard Sumner) – 5:01
3. Wherever I Lay My Hat (That’s My Home) (Marvin Gaye, Barrett Strong, Norman Whitfield) – 5:18
4. Ku Ku Kurama (Steve Bolton) – 4:20
5. No Parlez (Anthony Moore) – 4:54

Seite zwei
1. Love of the Common People (John Hurley, Ronnie Wilkins) – 4:56
2. Oh Women (Jack Lee) – 3:34
3. Iron Out the Rough Spots (Steve Cropper, Booker T. Jones, David Porter) – 4:47
4. Broken Man (Ian Kewley, Paul Young) – 3:55
5. Tender Trap (Ian Kewley, Paul Young) – 4:31
6. Sex (Jack Lee) – 4:49

### Originale CD-Ausgabe
1. Come Back and Stay (Jack Lee) – 7:56 (Scratch Mix)[3]
2. Love Will Tear Us Apart (Ian Curtis, Peter Hook, Stephen Morris, Bernard Sumner) – 5:01
3. Wherever I Lay My Hat (That’s My Home) (Marvin Gaye, Barrett Strong, Norman Whitfield) – 6:01 (extended club mix)
4. Ku Ku Kurama (Steve Bolton) – 4:20
5. No Parlez (Anthony Moore) – 4:54
6. Behind Your Smile – 4:08
7. Love of the Common People (John Hurley, Ronnie Wilkins) – 5:51 (Extended Club Mix)
8. Oh Women (Jack Lee) – 3:34
9. Iron Out the Rough Spots (Steve Cropper, Booker T. Jones, David Porter) – 7:28 (Extended Club Mix)
10. Broken Man (Ian Kewley, Paul Young) – 3:55
11. Tender Trap (Ian Kewley, Paul Young) – 4:31
12. Sex (Jack Lee) – 6:51 (Extended Club Mix)

## Kommerzieller Erfolg

### Chartplatzierungen
| ChartsChartplatzierungen       | Höchstplatzierung | Wochen |
| ------------------------------ | ----------------- | ------ |
| Deutschland (GfK)              | 1 (35 Wo.)        | 35     |
| Österreich (Ö3)                | 4 (12 Wo.)        | 12     |
| Schweiz (IFPI)                 | 1 (25 Wo.)        | 25     |
| Vereinigte Staaten (Billboard) | 79 (22 Wo.)       | 22     |
| Vereinigtes Königreich (OCC)   | 1 (120 Wo.)       | 120    |

| ChartsJahrescharts (1983) | Platzierung |
| ------------------------- | ----------- |
| Deutschland (GfK)         | 68          |

| ChartsJahrescharts (1984) | Platzierung |
| ------------------------- | ----------- |
| Deutschland (GfK)         | 8           |
| Österreich (Ö3)           | 23          |
| Schweiz (IFPI)            | 13          |

### Auszeichnungen für Musikverkäufe
| Land/Region                  | Auszeichnungen für Musikverkäufe (Land/Region, Auszeichnung, Verkäufe) | Verkäufe  |
| ---------------------------- | ---------------------------------------------------------------------- | --------- |
| Australien (ARIA)            | Platin                                                                 | 70.000    |
| Deutschland (BVMI)           | Platin                                                                 | 500.000   |
| Frankreich (SNEP)            | 2× Gold                                                                | 200.000   |
| Kanada (MC)                  | Gold                                                                   | 50.000    |
| Neuseeland (RMNZ)            | 2× Platin                                                              | 40.000    |
| Niederlande (NVPI)           | Platin                                                                 | 100.000   |
| Vereinigtes Königreich (BPI) | 3× Platin                                                              | 900.000   |
| Insgesamt                    | 3× Gold · 8× Platin ·                                                  | 1.860.000 |